# Eslováquia nos Jogos Olímpicos de Verão de 2024
Eslováquia participou dos Jogos Olímpicos de Verão de 2024, realizados em Paris, na França. Foi a oitava aparição do país nos Jogos Olímpicos após ganhar independência da antiga Checoslováquia, sendo representado por 28 atletas que competiram em treze esportes.
Conquistou uma única medalha, de bronze, com Matej Beňuš na prova do C-1 masculino da canoagem slalom.

## Medalhas
| Atleta      | Esporte  | Evento               | Medalha |
| ----------- | -------- | -------------------- | ------- |
| Matej Beňuš | Canoagem | Slalom C-1 masculino | Bronze  |

## Competidores
Esta foi a participação por modalidade nesta edição:
| Esporte       | Masculino | Feminino | Total |
| ------------- | --------- | -------- | ----- |
| Atletismo     | 2         | 4        | 6     |
| Boxe          | 0         | 1        | 1     |
| Canoagem      | 2         | 2        | 4     |
| Ciclismo      | 1         | 1        | 2     |
| Judô          | 1         | 0        | 1     |
| Lutas         | 1         | 0        | 1     |
| Natação       | 1         | 1        | 2     |
| Skate         | 1         | 0        | 1     |
| Tênis         | 0         | 1        | 1     |
| Tênis de mesa | 1         | 0        | 1     |
| Tiro          | 3         | 3        | 6     |
| Tiro com arco | 0         | 1        | 1     |
| Vela          | 1         | 0        | 1     |
| Total         | 14        | 14       | 28    |

## Desempenho

### Atletismo
- Q = Qualificado para a próxima fase
- q = Qualificado para a próxima fase como o perdedor mais rápido ou, em eventos de campo, pela posição sem atingir o alvo para qualificação
- N/A = Fase não aplicável para o evento
- Bye = Atleta não precisou disputar aquela fase

Masculino
Eventos de estrada
| Atleta        | Evento       | Final   | Final | Ref.  |
| Atleta        | Evento       | Tempo   | Pos.  | Ref.  |
| ------------- | ------------ | ------- | ----- | ----- |
| Dominik Černý | 20 km marcha | 1:23:25 | 34    | [ 5 ] |

Feminino
Eventos de pista e estrada
| Atleta            | Evento              | Preliminar | Preliminar | Baterias | Baterias | Repescagem | Repescagem | Semifinal   | Semifinal   | Final       | Final       | Ref.  |
| Atleta            | Evento              | Tempo      | Pos.       | Tempo    | Pos.     | Tempo      | Pos.       | Tempo       | Pos.        | Tempo       | Pos.        | Ref.  |
| ----------------- | ------------------- | ---------- | ---------- | -------- | -------- | ---------- | ---------- | ----------- | ----------- | ----------- | ----------- | ----- |
| Viktória Forster  | 100 m               | Bye        | Bye        | 11.44    | 6        | N/A        | N/A        | Não avançou | Não avançou | Não avançou | Não avançou | [ 6 ] |
| Viktória Forster  | 100 m com barreiras | N/A        | N/A        | 13.08    | 6        | 12.88      | 3          | Não avançou | Não avançou | Não avançou | Não avançou | [ 6 ] |
| Gabriela Gajanová | 800 m               | N/A        | N/A        | 2:00.29  | 2 Q      | Bye        | Bye        | 1:58.22     | 6           | Não avançou | Não avançou | [ 7 ] |
| Mária Czaková     | 20 km marcha        | N/A        | N/A        | N/A      | N/A      | N/A        | N/A        | N/A         | N/A         | 1:34:46     | 34          | [ 8 ] |
| Hana Burzalová    | 20 km marcha        | N/A        | N/A        | N/A      | N/A      | N/A        | N/A        | N/A         | N/A         | 1:36:12     | 37          | [ 9 ] |

Misto
Eventos de estrada
| Atleta                       | Evento                | Final   | Final | Ref.        |
| Atleta                       | Evento                | Tempo   | Pos.  | Ref.        |
| ---------------------------- | --------------------- | ------- | ----- | ----------- |
| Hana Burzalová Dominik Černý | Revezamento de marcha | 3:03:54 | 18    | [ 5 ] [ 9 ] |

### Boxe
Feminino
| Atleta             | Evento    | Primeira fase        | Oitavas de final     | Quartas de final     | Semifinal            | Final                | Final       | Ref.   |
| Atleta             | Evento    | Adversário Resultado | Adversário Resultado | Adversário Resultado | Adversário Resultado | Adversário Resultado | Pos.        | Ref.   |
| ------------------ | --------- | -------------------- | -------------------- | -------------------- | -------------------- | -------------------- | ----------- | ------ |
| Jessica Triebeľová | Até 66 kg | MOZ A Panguana D 0–5 | Não avançou          | Não avançou          | Não avançou          | Não avançou          | Não avançou | [ 10 ] |

### Canoagem

#### Slalom
Masculino
| Atleta       | Evento | Preliminar | Preliminar | Preliminar | Preliminar | Preliminar | Preliminar | Semifinal | Semifinal | Final | Final             | Ref.   |
| Atleta       | Evento | Descida 1  | Pos.       | Descida 2  | Pos.       | Melhor     | Pos.       | Tempo     | Pos.      | Tempo | Pos.              | Ref.   |
| ------------ | ------ | ---------- | ---------- | ---------- | ---------- | ---------- | ---------- | --------- | --------- | ----- | ----------------- | ------ |
| Matej Beňuš  | C-1    | 100.28     | 15         | 94.91      | 5          | 94.91      | 11 Q       | 102.59    | 11 Q      | 97.03 | Medalha de bronze | [ 11 ] |
| Jakub Grigar | K-1    | 87.10      | 6          | 91.80      | 15         | 87.10      | 9 Q        | 92.00     | 5 Q       | 90.21 | 6                 | [ 12 ] |

Feminino
| Atleta           | Evento | Preliminar | Preliminar | Preliminar | Preliminar | Preliminar | Preliminar | Semifinal | Semifinal | Final  | Final | Ref.                 |
| Atleta           | Evento | Descida 1  | Pos.       | Descida 2  | Pos.       | Melhor     | Pos.       | Tempo     | Pos.      | Tempo  | Pos.  | Ref.                 |
| ---------------- | ------ | ---------- | ---------- | ---------- | ---------- | ---------- | ---------- | --------- | --------- | ------ | ----- | -------------------- |
| Zuzana Paňková   | C-1    | 103.27     | 4          | 105.71     | 5          | 103.27     | 4 Q        | 115.59    | 9 Q       | 111.07 | 4     | [ 13 ]               |
| Eliška Mintálová | K-1    | 95.67      | 3          | 99.76      | 18         | 95.67      | 9 Q        | 103.07    | 6 Q       | 102.98 | 9     | [ 14 ] [ 15 ] [ 16 ] |

Caiaque cross
| Atleta           | Evento    | Tomada de tempo | Tomada de tempo | Primeira rodada | Repescagem | Baterias    | Quartas     | Semifinal   | Final / PF  | Pos. | Ref.   |
| Atleta           | Evento    | Tempo           | Pos.            | Posição         | Posição    | Posição     | Posição     | Posição     | Posição     | Pos. | Ref.   |
| ---------------- | --------- | --------------- | --------------- | --------------- | ---------- | ----------- | ----------- | ----------- | ----------- | ---- | ------ |
| Matej Beňuš      | Masculino | 73.54           | 23              | 3               | 3          | Não avançou | Não avançou | Não avançou | Não avançou | 34   | [ 11 ] |
| Jakub Grigar     | Masculino | 71.18           | 19              | 2 Q             | Bye        | 2 Q         | 2 Q         | 3 PF        | 2           | 6    | [ 12 ] |
| Zuzana Paňková   | Feminino  | 79.36           | 30              | 3               | 3          | Não avançou | Não avançou | Não avançou | Não avançou | 35   | [ 13 ] |
| Eliška Mintálová | Feminino  | 75.26           | 20              | 2 Q             | Bye        | 4           | Não avançou | Não avançou | Não avançou | 27   | [ 17 ] |

### Ciclismo

#### Estrada
Masculino
| Atleta      | Evento             | Tempo   | Pos. | Ref.   |
| ----------- | ------------------ | ------- | ---- | ------ |
| Lukáš Kubiš | Corrida em estrada | 6:23:16 | 29   | [ 18 ] |

Feminino
| Atleta         | Evento             | Tempo    | Pos. | Ref.   |
| -------------- | ------------------ | -------- | ---- | ------ |
| Nora Jenčušová | Corrida em estrada | 4:10:47  | 71   | [ 19 ] |
| Nora Jenčušová | Contrarrelógio     | 44:22.30 | 25   | [ 19 ] |

### Judô
Masculino
| Atleta       | Evento         | Primeira fase          | Oitavas               | Quartas              | Semifinais           | Repescagem           | Final / DB           | Final / DB | Ref.   |
| Atleta       | Evento         | Adversário Resultado   | Adversário Resultado  | Adversário Resultado | Adversário Resultado | Adversário Resultado | Adversário Resultado | Pos.       | Ref.   |
| ------------ | -------------- | ---------------------- | --------------------- | -------------------- | -------------------- | -------------------- | -------------------- | ---------- | ------ |
| Márius Fízeľ | Mais de 100 kg | FIJ G Takayawa V 10–00 | UZB A Yusupov D 00–10 | Não avançou          | Não avançou          | Não avançou          | Não avançou          | =9         | [ 20 ] |

### Lutas

#### Livre
Masculino
| Atleta              | Evento    | Oitavas               | Quartas              | Semifinais           | Repescagem                 | Final / DB           | Final / DB  | Ref.   |
| Atleta              | Evento    | Adversário Resultado  | Adversário Resultado | Adversário Resultado | Adversário Resultado       | Adversário Resultado | Pos.        | Ref.   |
| ------------------- | --------- | --------------------- | -------------------- | -------------------- | -------------------------- | -------------------- | ----------- | ------ |
| Tajmuraz Salkazanov | Até 74 kg | UZB R Zhamalov D 3–11 | Não avançou          | Não avançou          | AIN M Kadzimahamedau D 6–6 | Não avançou          | Não avançou | [ 21 ] |

### Natação
Masculino
| Atleta     | Evento     | Eliminatórias | Eliminatórias | Semifinal   | Semifinal   | Final       | Final       | Ref.   |
| Atleta     | Evento     | Tempo         | Pos.          | Tempo       | Pos.        | Tempo       | Pos.        | Ref.   |
| ---------- | ---------- | ------------- | ------------- | ----------- | ----------- | ----------- | ----------- | ------ |
| Matej Duša | 50 m livre | 22.64         | 39            | Não avançou | Não avançou | Não avançou | Não avançou | [ 22 ] |

Feminino
| Atleta         | Evento       | Eliminatórias | Eliminatórias | Semifinal   | Semifinal   | Final       | Final       | Ref.   |
| Atleta         | Evento       | Tempo         | Pos.          | Tempo       | Pos.        | Tempo       | Pos.        | Ref.   |
| -------------- | ------------ | ------------- | ------------- | ----------- | ----------- | ----------- | ----------- | ------ |
| Tamara Potocká | 200 m medley | 2:14.20       | 23            | Não avançou | Não avançou | Não avançou | Não avançou | [ 23 ] |

### Skate
Masculino
| Atleta       | Evento | Qualificação | Qualificação | Final  | Final | Ref.   |
| Atleta       | Evento | Pontos       | Pos.         | Pontos | Pos.  | Ref.   |
| ------------ | ------ | ------------ | ------------ | ------ | ----- | ------ |
| Richard Tury | Street | 257.99       | 8 Q          | 273.98 | 5     | [ 24 ] |

### Tênis
Feminino
| Atleta                    | Evento  | Primeira rodada          | Segunda rodada               | Oitavas de final              | Quartas de final            | Semifinal              | Final                    | Final | Ref.   |
| Atleta                    | Evento  | Adversário Resultado     | Adversário Resultado         | Adversário Resultado          | Adversário Resultado        | Adversário Resultado   | Adversário Resultado     | Pos.  | Ref.   |
| ------------------------- | ------- | ------------------------ | ---------------------------- | ----------------------------- | --------------------------- | ---------------------- | ------------------------ | ----- | ------ |
| Anna Karolína Schmiedlová | Simples | GBR K Boulter V 6–4, 6–2 | BRA B Haddad Maia V 6–4, 6–4 | ITA J Paolini V 7–5, 3–6, 7–5 | CZE B Krejčíková V 6–4, 6–2 | CRO D Vekić D 4–6, 0–6 | POL I Świątek D 2–6, 1–6 | 4     | [ 25 ] |

### Tênis de mesa
Masculino
| Atleta    | Evento  | Preliminar           | Primeira rodada      | Segunda rodada       | Oitavas de final     | Quartas de final     | Semifinal            | Final                | Final       | Ref.   |
| Atleta    | Evento  | Adversário Resultado | Adversário Resultado | Adversário Resultado | Adversário Resultado | Adversário Resultado | Adversário Resultado | Adversário Resultado | Pos.        | Ref.   |
| --------- | ------- | -------------------- | -------------------- | -------------------- | -------------------- | -------------------- | -------------------- | -------------------- | ----------- | ------ |
| Wang Yang | Simples | Bye                  | CHN Wang C D 1–4     | Não avançou          | Não avançou          | Não avançou          | Não avançou          | Não avançou          | Não avançou | [ 26 ] |

### Tiro
Masculino
| Atleta          | Evento               | Qualificação | Qualificação | Final       | Final       | Ref.   |
| Atleta          | Evento               | Marca        | Pos.         | Marca       | Pos.        | Ref.   |
| --------------- | -------------------- | ------------ | ------------ | ----------- | ----------- | ------ |
| Patrik Jány     | Carabina de ar 10 m  | 628          | 20           | Não avançou | Não avançou | [ 27 ] |
| Patrik Jány     | Carabina 3 pos. 50 m | 589          | 10           | Não avançou | Não avançou | [ 27 ] |
| Juraj Tužinský  | Pistola de ar 10 m   | 571          | 25           | Não avançou | Não avançou | [ 28 ] |
| Marián Kovačócy | Fossa olímpica       | 117          | 26           | Não avançou | Não avançou | [ 29 ] |

Feminino
| Atleta                   | Evento         | Qualificação | Qualificação | Final       | Final       | Ref.          |
| Atleta                   | Evento         | Marca        | Pos.         | Marca       | Pos.        | Ref.          |
| ------------------------ | -------------- | ------------ | ------------ | ----------- | ----------- | ------------- |
| Zuzana Rehák-Štefečeková | Fossa olímpica | 117          | 12           | Não avançou | Não avançou | [ 30 ]        |
| Vanesa Hocková           | Skeet          | 121          | 4 Q          | 34          | 4           | [ 31 ]        |
| Danka Barteková          | Skeet          | 120          | 6 Q          | 17          | 6           | [ 32 ] [ 33 ] |

### Tiro com arco
Feminino
| Atleta           | Evento     | Ranqueamento | Ranqueamento | Fase de 64           | Fase de 32           | Oitavas              | Quartas              | Semifinal            | Final / DB           | Final / DB  | Ref.          |
| Atleta           | Evento     | Total        | Pos.         | Adversário Resultado | Adversário Resultado | Adversário Resultado | Adversário Resultado | Adversário Resultado | Adversário Resultado | Pos.        | Ref.          |
| ---------------- | ---------- | ------------ | ------------ | -------------------- | -------------------- | -------------------- | -------------------- | -------------------- | -------------------- | ----------- | ------------- |
| Denisa Baránková | Individual | 636          | 48           | FRA A Cordeau D 3–7  | Não avançou          | Não avançou          | Não avançou          | Não avançou          | Não avançou          | Não avançou | [ 34 ] [ 35 ] |

### Vela
Eventos de eliminação
| Atleta       | Evento           | Série de abertura | Série de abertura | Série de abertura | Série de abertura | Série de abertura | Série de abertura | Série de abertura | Série de abertura | Série de abertura | Série de abertura | Série de abertura | Série de abertura | Série de abertura | Série de abertura | Série de abertura | Série de abertura | Série de abertura | Série de abertura | Série de abertura | Série de abertura | Série de abertura | Série de abertura | Quartas     | Semifinal   | Final       | Pos.        | Ref.   |
| Atleta       | Evento           | 1                 | 2                 | 3                 | 4                 | 5                 | 6                 | 7                 | 8                 | 9                 | 10                | 11                | 12                | 13                | 14                | 15                | 16                | 17                | 18                | 19                | 20                | Pontos            | Pos.              | Quartas     | Semifinal   | Final       | Pos.        | Ref.   |
| ------------ | ---------------- | ----------------- | ----------------- | ----------------- | ----------------- | ----------------- | ----------------- | ----------------- | ----------------- | ----------------- | ----------------- | ----------------- | ----------------- | ----------------- | ----------------- | ----------------- | ----------------- | ----------------- | ----------------- | ----------------- | ----------------- | ----------------- | ----------------- | ----------- | ----------- | ----------- | ----------- | ------ |
| Robert Kubín | IQFoil masculino | 19                | 10                | 16                | 18                | 23                | 21                | 14                | 21                | 19                | 22                | 20                | 20                | 20                | Cancelado         | Cancelado         | Cancelado         | Cancelado         | Cancelado         | Cancelado         | Cancelado         | 198               | 23                | Não avançou | Não avançou | Não avançou | Não avançou | [ 36 ] |